# Cloniophorus cylindricum
Cloniophorus cylindricum là một loài bọ cánh cứng trong họ Cerambycidae.